# Jessica Rakoczy
Jessica Rakoczy (* 14. April 1977 in Hamilton (Ontario)) ist eine kanadische Boxerin und MMA-Kämpferin.

## Karriere
Sie begann ihre Profikarriere im Jahr 2000. Inzwischen ist sie dreimalige WIBA-Weltmeisterin und NABAW-Leichtgewichts-Champion. Ihre letzten drei MMA-Kämpfe verlor sie gegen Felice Herrig, Zoila Frausto und Michelle Ould. Raksczy trägt den Spitznamen „The Ragin“ und lebt in Las Vegas. 2010 wurde sie wegen Dopings für neun Monate gesperrt.